# Benigno da Cuneo
Benigno da Cuneo, nato Giuseppe Dalmazzo (Cuneo, 23 aprile 1673 – Cuneo, 19 settembre 1744), è stato un francescano italiano.

## Biografia
Nasce a Cuneo e a 17 anni nel 1690 veste l'abito francescano a Torino e nel 1691 ad Ivrea diviene terziario col nome di Benigno, solo nel 1697 prende gli ordini sacri. Sebbene giovanissimo iniziò una brillante carriera di professore di filosofia e di predicatore; ottenne di andare a studiare a Roma dove rimase due anni in compagnia dell'amico San Leonardo da Porto Maurizio. Rimandato in Piemonte predicò a Cuneo, Alba, Nizza, Mentone e Monaco. Nel 1744 si trovava a Cuneo durante l'assedio della città; nonostante le bombe, i massacri e le battaglie predicò incessantemente e, secondo la tradizione popolare, durante la sua ultima predica la sua voce sarebbe stata udita in tutti i paesi circostanti. Morì di morte naturale il 19 settembre ad assedio non ancora concluso.
La sua salma fu sepolta nel sepolcro del convento francescano di Cuneo, successivamente, nel 1748 venne sepolta nel Duomo di Cuneo per poi essere trasportata nel XIX secolo nella sua attuale collocazione nel convento. Il 27 marzo 1881 papa Leone XIII lo ha dichiarato venerabile in seguito a una causa patrocinata dall'avvocato Francesco Bartoleschi nel 1829 ma pochi anni dopo la causa di canonizzazione, per la quale era relatore il cardinale Pietro Francesco Galleffi, è stata interrotta per mancanza di fondi.